# Tuvbräcka
Tuvbräckan (Saxifraga cespitosa) är en flerårig ört av familjen stenbräckeväxter. Den växer i täta tuvor från en grov rotstam. Stjälkarna är mycket korta, och basen omges av vissnade blad. Bladen har 3-5 djupa flikar och är körtelhåriga. Blomstjälkarna är 5-10 cm långa med en till två vita blommor. 
Tuvbräckan förekommer i hela den arktiska regionen samt längre söderut på högre höjder.
En mindre typ med gulgröna blommor är tämligen vanligt förekommande och har urskiljts som var. uniflora, men erkänns vanligen inte. 
Tuvbräckan växer på klipphyllor och i grus, gärna kalkhaltiga platser.
I Sverige är tuvbräckan fridlyst.

## Synonymer
Saxifraga aurea (Hada) Rønning nom. inval.
Saxifraga cespitosa subsp. eucespitosa f. laxiuscula Engl. & Irmsch.
Saxifraga cespitosa subsp. exaratioides (Simmons) Engl. & Irmsch.
Saxifraga cespitosa subsp. laxiuscula (Engl. & Irmsch.) Á.Löve & D.Löve
Saxifraga cespitosa subsp. sileniflora (Sternb.) Hultén
Saxifraga cespitosa subsp. uniflora (R.Br.) A.E.Porsild
Saxifraga groenlandica L.
Saxifraga sileniflora Sternb. ex Cham.
Saxifraga uniflora R.Br.